# Okręg wyborczy Nottingham
Okręg wyborczy Nottingham powstał w 1295 r. i wysyłał do angielskiej, a następnie brytyjskiej, Izby Gmin dwóch deputowanych. Okręg obejmował miasto Nottingham. Został zlikwidowany w 1885 r.

## Deputowani do brytyjskiej Izby Gmin z okręgu Nottingham

### Deputowani w latach 1295–1660
- 1559: Thomas Markham
- 1559–1585: John Bateman
- 1586: Robert Constable
- 1604–1611: Richard Harte
- 1604–1611: A. Jackson
- 1621–1622: Michael Purefoy
- 1621–1622: George Lascelles
- 1623–1625: John Byron
- 1626: Gervase Clifton
- 1627: John Byron
- 1640–1644: William Stanhope
- 1640–1653: George Millington
- 1645–1653: Francis Pierrepont
- 1654–1659: James Chadwick
- 1654–1656: John Mason
- 1656–1659: William Drury
- 1659: John Whaley
- 1659: John Parker
- 1659–1660: George Millington

### Deputowani w latach 1660–1885
- 1660–1679: Arthur Stanhope
- 1660–1660: John Hutchinson
- 1660–1685: Robert Pierrepont
- 1679–1685: Richard Slater
- 1685–1689: John Beaumont
- 1685–1689: William Stanhope
- 1689–1690: Francis Pierrepont
- 1689–1690: Edward Bigland
- 1690–1695: Charles Hutchison
- 1690–1699: Richard Slater
- 1695–1706: William Pierrepont
- 1699–1701: Robert Sacheverell
- 1701–1701: George Gregory
- 1701–1702: Robert Sacheverell
- 1702–1705: George Gregory
- 1705–1708: Robert Sacheverell
- 1706–1713: John Plumptre
- 1708–1710: Roby Sherwin
- 1710–1715: Robert Sacheverell
- 1713–1715: Borlase Warren
- 1715–1727: John Plumptre
- 1715–1727: George Gregory
- 1727–1734: John Stanhope
- 1727–1747: Borlase Warren
- 1734–1747: John Plumptre
- 1747–1754: Charles Sedley
- 1747–1758: George Howe, 3. wicehrabia Howe, wigowie
- 1754–1761: Willoughby Aston
- 1758–1780: William Howe
- 1761–1774: John Plumptre
- 1774–1778: Charles Sedley
- 1778–1779: Abel Smith
- 1779–1797: Robert Smith
- 1780–1802: Daniel Coke
- 1797–1806: John Borlase Warren
- 1802–1803: Joseph Birch
- 1803–1812: Daniel Coke
- 1806–1818: John Smith, torysi
- 1812–1820: George Parkyns, 2. baron Rancliffe
- 1818–1830: Joseph Birch
- 1820–1826: Thomas Denman, wigowie
- 1826–1830: George Parkyns, 2. baron Rancliffe
- 1830–1832: Thomas Denman, wigowie
- 1830–1841: Ronald Craufurd Ferguson, wigowie
- 1832–1834:  John Ponsonby, wicehrabia Duncannon, wigowie
- 1834–1847: John Hobhouse, wigowie
- 1841–1841: John Walter, Partia Konserwatywna
- 1841–1842: George Larpent, wigowie
- 1842–1843: John Walter, Partia Konserwatywna
- 1843–1847: Thomas Gisborne Młodszy, wigowie
- 1847–1859: John Walter, Partia Konserwatywna
- 1847–1852: Feargus O’Connor, czartyści
- 1852–1856: Edward Strutt, radykałowie
- 1856–1865: Charles Paget, Partia Liberalna
- 1859–1861: John Mellor, Partia Liberalna
- 1861–1866: Robert Juckes Clifton, Partia Liberalna
- 1865–1866: Samuel Morley, Partia Liberalna
- 1866–1868: Ralph Bernal Osborne, Partia Liberalna
- 1866–1868: John Russell, wicehrabia Amberley, Partia Liberalna
- 1868–1869: Robert Juckes Clifton, Partia Liberalna
- 1868–1870: Charles Ichabod Wright, Partia Konserwatywna
- 1869–1874: Charles Seely, Partia Liberalna
- 1870–1874: Auberon Herbert, Partia Liberalna
- 1874–1880: William Evelyn Denison, Partia Konserwatywna
- 1874–1880: Saul Isaac, Partia Konserwatywna
- 1880–1885: Charles Seely, Partia Liberalna
- 1880–1880: John Skirrow Wright, Partia Liberalna
- 1880–1885: Arnold Morley, Partia Liberalna